# 大贺氏
大贺氏为契丹的一支，是契丹最早的部落联盟的核心氏族。契丹八部在唐初形成部落联盟，其历任联盟首领均在大贺氏贵族中选举产生。大贺氏部落联盟共延续百余年，直至唐开元十八年（730年）被遥辇氏取代。

## 历史
唐武德六年（623年），大贺氏联盟首领咄罗派遣使节向唐进献名马、丰貂。贞观二年（628年），首领摩会率众向唐朝贡，受唐太宗赐“鼓纛”。贞观十八年（644年），首领窟哥领兵协助唐征讨高丽，受封为“左武卫将军”。贞观二十二年（648年），窟哥率部归唐，唐太宗设立松漠都督府，以窟哥为都督，封无极县男，并赐姓李氏。其时契丹与唐关系十分密切，名义上是唐统辖的地方机构。武周万岁通天元年（696年），首领李尽忠起兵反唐，自号“无上可汗”，后败死。此后大贺氏联盟改依附突厥。开元二年（714年，一作三年），首领李失活率众再度归唐，被封为松漠郡王，拜松漠都督府都督、左金吾卫大将军、静析军经略大使。开元五年（717年），唐玄宗将永乐公主许配给李失活（后又嫁其弟李娑固）。此后，玄宗还曾先后将燕郡公主嫁给大贺氏首领李郁于（后又嫁其弟李吐于），将东华公主嫁给大贺氏首领李邵固。开元十八年（730年）大贺氏联盟内乱，军事首领可突于将李邵固杀死，并立遥辇氏首领遥辇屈列为联盟首领，大贺氏联盟自此消亡。后来，大贺氏成为契丹开国皇族三耶律（大贺氏、遥辇氏、世里氏）之一。

有說達斡爾族是大賀氏後裔。

## 現代研究
中華民國學者趙振績考證大賀氏源自鮮卑賀蘭部。北京大学副教授苗润博考證大賀并非姓氏，大贺本来是摩会的头衔，在唐代中期韦述所著《国史·契丹传》误认为是姓氏，《两唐书》和《辽史》沿用了这一错误。